# Sofia Fuoco
Sofia Fuoco, née le 16 janvier 1830 à Milan au Royaume de Lombardie–Vénétie et morte le 4 juin 1916 à Carate Urio dans la Province de Côme, est une ballerine italienne. Elle est née Maria Brambilla; son nom de scène, Fuoco (le nom de famille de la mère, donné parce qu'il y avait plus d'une "Maria Brambilla" à l'école de danse), signifie "feu" en italien.

## Biographie
Maria Brambilla naît le 16 janvier 1830 à Milan.
Elle commence à étudier le ballet avec Carlo Blasis vers 1837 et devint plus tard l'une de ses danseuses Pléiades. En 1839, à l'âge de neuf ans, elle fait sa première apparition sur scène au Teatro alla Scala. En 1843, alors qu'elle n'a que treize ans, elle est nommée la prima ballerina assoluta du théâtre. La même année, elle est la première à danser Giselle à Milan. En 1846, elle danse dans Pas de Quatre de Perrot mis en scène dans La Scala par Filippo Taglioni.
En 1846, à l'âge de seize ans, elle est invitée à l'Opéra de Paris pour remplacer Carlotta Grisi. Le chorégraphe Joseph Mazilier allait mettre en scène son nouveau ballet Betty avec Grisi mais la ballerine avait signé un contrat avec le théâtre romain Apollo. La presse parisienne commence à parler de la technique étonnante et des pirouettes de Fuoco avant sa première représentation à la salle Le Peletier.
Elle impressionne le public par sa technique de ballet plutôt que par son jeu d'acteur. En raison de son incroyable travail de pointe, elle est surnommée La Pointue à Paris. Selon Théophile Gautier, ses pieds s'envolaient du sol comme des flèches d'acier.
Fuoco est soliste du ballet de l'Opéra de Paris jusqu'en 1850. En 1847-1848, elle se produit à Londres. Au début des années 1850, elle est danseuse principale du Teatro del Circo de Madrid. Elle a ici une rivale avec Marie Guy Stéphan, une favorite du  Marquis de Salamanca. Lorsque Fuoco devient une danseuse favorite du général Narvaez la rivalité théâtrale se transforme en rivalité politique. Les partisans du Marquis de Salamanque (et ceux de Guy-Stéphan) affichent leurs opinions en portant des fleurs blanches d’œillet dans la boutonnière, ceux qui préfèrent le gouvernement (et Fuoco) portent des rouges, tandis que les dames sont coiffées à la Fuoco.
En 1852, elle danse au Teatro Argentina à Rome. Elle prend sa retraite à la fin des années 1850.
Sofia Fuoco meurt le 4 juin 1916 à Carate Urio.